# Wewierz
Wewierz – wieś w Polsce położona w województwie wielkopolskim, w powiecie kolskim, w gminie Chodów.
W latach 1975–1998 miejscowość administracyjnie należała do województwa konińskiego. Według Narodowego Spisu Powszechnego Ludności i Mieszkań z 2011 liczba mieszkańców wsi wynosiła 82 osoby.